# Mánfer de la Llera
Manuel de Andrés Fernández, más conocido por el pseudónimo literario Mánfer de la Llera, nació en Les Cuestes, Ciaño, Langreo, en 1918 y murió en Gijón en 2005 a la edad de 87 años. Escritor en asturiano, es autor de seis libros donde combina la prosa con el verso, entre los cuales están: Cielo bajo tierra (1982), Garrapiellu lliterariu asturianu (1983), Cabalgando sol tiempu (1990), Coses vivíes (1998) y La mio prosa atada en versu (2002).
Trabajador en las minas de carbón del centro de Asturias, empieza a darse a conocer como escritor de monólogos humorísticos y poesía costumbrista, a la manera del tipo de literatura que se estilaba en los años de la posguerra, cuando Mánfer de la Llera publica sus primeros versos en 1953. Más tarde se interesará por el tema de la mina, sobre el que tratan la mayoría de sus libros; en ellos mezcla la denuncia social, la reivindicación de la lengua asturiana y la queja existencialista en formas poemáticas que comúnmente se acercan a la prosa. Buena parte de sus escritos se publicaron en prensa periódica asturiana y libretos de fiestas de su Langreo natal. 
Fue miembro de la Academia de la Lengua Asturiana y padre de dos autores en asturiano: Vital d'Andrés y Ramón d'Andrés. Con este último escribió Manfer de la Llera un "Vocabulariu asturianu de la mina", publicado por "Alborá" en 1997. En 1998 aparece en la antología El cuentu asturianu tres la guerra de Antón García junto a los más destacados narradores asturianos de posguerra y publica "Coses vivíes", unas memorias donde recoge vivencias de los duros tiempos de antes y después de la guerra.

## Activismo social y cultural
Mánfer de la Llera fue también conocido por su actividad en iniciativas y movimientos sociales y culturales en los años 70 y 80 del siglo XX, como la Asociación Regional de Pensionistas de Asturias (ARPA), el colectivo de defensa del asturiano Conceyu Bable (del que fue presidente) o el movimiento vecinal de Gijón.

## Obra
- Cielo bajo tierra (prosa y versos de la mina) / Manuel d’Andrés Fernández. — Xixón : l’autor, 1982.

- Garapiellu lliterariu asturianu (cuentos y poemes) / Manuel d’Andrés Fernandéz (Mánfer de la Llera). — [S.l. : s.n.], 1983 (Xixón : Gráf. Posada).

- Cabalgando sol tiempu / Mánfer de la Llera. — Oviedo : Academia de la Llingua Asturiana, 1990. — (Llibrería académica ; 17).

- Coses vivíes / Manuel d'Andrés Fernández. — Xixón : Alborá, 1998.

- La mio prosa atada en versos / Manuel d’Andrés Fernández. — Oviedo : Publicaciones Ámbitu, 2002.

- Cróniques y suaños / Mánfer de la Llera. — Oviedo : Trabe, 2004.

- Monólogos d’ente dos sieglos / Mánfer de la Llera. — Oviedo : Publicaciones Ámbitu, 2005.

- En cata de la mio lluna. Antoloxía lliteraria / Manuel d’Andrés Fernández / Severino Antuña (editor literario). — Oviedo : Trabe / Gobiernu del Principáu d’Asturies, 2011.

## Investigación
- Vocabulariu asturianu de la mina / Ramón d'Andrés Díaz, Manuel d'Andrés Fernández. — Xixón : Alborá Llibros, 1997. — (Llibros del país ; 2)